# Valtablado del Río
Valtablado del Río è un comune spagnolo di 8 abitanti (2022) 
situato nella comunità autonoma di Castiglia-La Mancia.